# Guido II Rangoni
(Achille Marozzo - Opera Nova Chiamata Duello..., proemio)
Guido II Rangoni (Modena?, luglio 1485 – Venezia, 13 gennaio 1539) è stato un condottiero italiano del tardo Rinascimento. A lui è stato dedicato il trattato di scherma del maestro bolognese Achille Marozzo.

## Biografia
Guido detto "il Piccolo", era figlio del condottiero Niccolò Maria Rangoni (1455-1500), signore di Modena e Spilamberto, e di Bianca Bentivoglio, dei Bentivoglio signori di Bologna. Secondo la tradizione di famiglia, si votò al mestiere delle armi. Della sua formazione come soldato, sappiamo che imparò il maneggio delle armi bianche presso uno dei maestri della "Scuola Bolognese" di scrima, Guido Antonio de Luca, alle cui lezioni assistevano nei medesimi anni anche il futuro condottiero Giovanni delle Bande Nere e il maestro e trattatista di scherma Achille Marozzo che avrebbe poi (1536) dedicato proprio a Guido la sua Opera Nova Chiamata Duello.

### Al soldo dei Bentivoglio
Alla morte del padre, Guido gli subentrò quale capitano al servizio sia dei Bentivoglio sia degli Estensi: nel 1500 otteneva infatti la prima condotta da Giovanni II Bentivoglio, allarmato per l'avvicinarsi alle terre bolognesi di Cesare Borgia; l'anno successivo accompagnava a Roma il cardinale Ippolito d'Este e presenziava in Ferrara alle nozze tra Alfonso d'Este e Lucrezia Borgia. La cattiva condotta politica dei Bentivoglio costò però cara a Guido, scombussolando la rete delle alleanze tessute dal padre. Nel 1506, a seguito dell'infame strage dei Marescotti, il popolo di Bologna insorse contro Giovanni II Bentivoglio e consegnò la città alle truppe di Papa Giulio II. Guido ripiegò su Ferrara con i congiunti materni e supportò Annibale II ed Ermes Bentivoglio nella tentata riconquista del potere una prima volta nel 1507 e una seconda nel 1508. La scelta filo-Bentivoglio gli costò nel 1507 il favore dell'Estense e nel 1508 una scomunica da parte del vendicativo Giulio II. Delle due, la peggiore fu l'inimicizia del signore di Ferrara, tradizionale protettore del casato Rangoni.

### Al soldo della Serenissima
Rimasto privo di appoggi, il capitano Rangoni risolse di legarsi alla Repubblica di Venezia, per conto della quale già il padre aveva tenuto il feudo di Cordignano, poi confermato dai veneti a Guido. Rangoni combatté per la Serenissima contro le truppe della Lega di Cambrai (v. Guerra della Lega di Cambrai), voluta da Giulio II e alla quale aderivano anche i parenti Bentivoglio, ora sotto la protezione del Regno di Francia. Nel 1509 partecipa attivamente alle lotte intorno a Padova. L'anno successivo torna in Emilia con Giovanni Vitelli per la tentata conquista di Modena (agosto) ma ripiega sul Veneto per difendere Montagnana e prendere parte alle operazioni intorno a Verona nel 1511, quando la Lega si è ormai sciolta e il papa si è alleato alla Serenissima nella Lega Santa anti-francese, restando al soldo di Venezia nonostante lo zio Annibale II Bentivoglio, tornato signore di Bologna grazie all'appoggio di Luigi XII di Francia, gli abbia offerto il comando delle truppe bolognesi. Per tutto il 1512 guida le sue truppe mercenarie contro i francesi (scorta spesso con i suoi cavalieri le artiglierie al campo veneto presso Brescia), militando sotto Giampaolo Baglioni e stringendo solida alleanza con il provveditore generale Paolo Cappello. La posizione di Guido, nonostante gli appoggi, è precaria presso il Consiglio dei Dieci: se è vero che la sua condotta è ineccepibile e che suo fratello Francesco Rangoni milita insieme con lui per la Serenissima, il fratello minore, Annibale, è ora al soldo di Annibale II Bentivoglio alleato della Francia. Nel 1513 il conte Rangoni fa omaggio al nuovo Papa Leone X ma torna poi al servizio di Venezia, ora alleata della Francia (v. Trattato di Blois) contro il papa, con le sue 88 lance. Si distingue tra i capitani al servizio del condottiero Bartolomeo d'Alviano e figura tra le sue avanguardie nella disastrosa Battaglia de La Motta (7 ottobre) contro gli spagnoli del viceré di Napoli Raimondo de Cardona, recansosi poi a Padova con i rimasugli dell'armata veneta.

### Al soldo del Papa
Nel 1514 Guido Rangoni passa al servizio di Leone X.
Nel 1529 la sorella Costanza andava in sposa al condottiero genovese Cesare Fregoso, fresco signore del feudo di Carpenedolo.
Nel 1539 Guido si spense a Venezia. Venne sepolto nella Basilica dei Santi Giovanni e Paolo.

## Discendenza
Guido sposò sposò Argentina Pallavicino, figlia di Federico marchese di Zibello, ed ebbero quattro figli:
- Baldassarre (?-1581), condottiero;
- Niccolò (?-1539);
- Isabella, sposò Ermes I Stampa, II marchese di Soncino;
- Lavinia, sposò Sigismondo II Gonzaga, marchese di Vescovato.

## Ascendenza
|                         |                        |                            | Genitori                 |  |  | Nonni |  |  | Bisnonni         |  |  | Trisnonni        |  |
|                         |                        |                            |                          |  |  |       |  |  | Jacopino Rangoni |  |  | Gherardo Rangoni |  |
|                         |                        |                            |                          |  |  |       |  |  | Jacopino Rangoni |  |  | Gherardo Rangoni |  |
|                         |                        | Mabilia Porzia             |                          |  |  |       |  |  | Jacopino Rangoni |  |  |                  |  |
| Guido I Rangoni         |                        |                            |                          |  |  |       |  |  | Jacopino Rangoni |  |  |                  |  |
|                         |                        | Fina Buzzacarini           | Pataro Buzzacarini       |  |  |       |  |  |                  |  |  |                  |  |
|                         |                        | Fina Buzzacarini           | Pataro Buzzacarini       |  |  |       |  |  |                  |  |  |                  |  |
|                         |                        | Fina Buzzacarini           | …                        |  |  |       |  |  |                  |  |  |                  |  |
| Niccolò Maria Rangoni   |                        | Fina Buzzacarini           |                          |  |  |       |  |  |                  |  |  |                  |  |
|                         |                        | Feltrino Boiardo           | Matteo Boiardo           |  |  |       |  |  |                  |  |  |                  |  |
|                         |                        | Feltrino Boiardo           | Matteo Boiardo           |  |  |       |  |  |                  |  |  |                  |  |
|                         |                        | Feltrino Boiardo           | Bernardina Lambertini    |  |  |       |  |  |                  |  |  |                  |  |
| Giovanna Boiardo        |                        | Feltrino Boiardo           |                          |  |  |       |  |  |                  |  |  |                  |  |
|                         |                        | Guiduccia da Correggio     | Gherardo VI da Correggio |  |  |       |  |  |                  |  |  |                  |  |
|                         |                        | Guiduccia da Correggio     | Gherardo VI da Correggio |  |  |       |  |  |                  |  |  |                  |  |
|                         |                        | Guiduccia da Correggio     | …                        |  |  |       |  |  |                  |  |  |                  |  |
| Guido II Rangoni        |                        | Guiduccia da Correggio     |                          |  |  |       |  |  |                  |  |  |                  |  |
|                         | Annibale I Bentivoglio | Anton Galeazzo Bentivoglio |                          |  |  |       |  |  |                  |  |  |                  |  |
|                         | Annibale I Bentivoglio | Anton Galeazzo Bentivoglio |                          |  |  |       |  |  |                  |  |  |                  |  |
|                         | Annibale I Bentivoglio | Francesca Gozzadini        |                          |  |  |       |  |  |                  |  |  |                  |  |
| Giovanni II Bentivoglio | Annibale I Bentivoglio |                            |                          |  |  |       |  |  |                  |  |  |                  |  |
|                         |                        | Donnina Visconti           | Lancillotto Visconti     |  |  |       |  |  |                  |  |  |                  |  |
|                         |                        | Donnina Visconti           | Lancillotto Visconti     |  |  |       |  |  |                  |  |  |                  |  |
|                         |                        | Donnina Visconti           | N.N.                     |  |  |       |  |  |                  |  |  |                  |  |
| Bianca Bentivoglio      |                        | Donnina Visconti           |                          |  |  |       |  |  |                  |  |  |                  |  |
|                         |                        | Alessandro Sforza          | Muzio Attendolo Sforza   |  |  |       |  |  |                  |  |  |                  |  |
|                         |                        | Alessandro Sforza          | Muzio Attendolo Sforza   |  |  |       |  |  |                  |  |  |                  |  |
|                         |                        | Alessandro Sforza          | Lucia Terzani            |  |  |       |  |  |                  |  |  |                  |  |
| Ginevra Sforza          |                        | Alessandro Sforza          |                          |  |  |       |  |  |                  |  |  |                  |  |
|                         |                        | N.N.                       | N.N.                     |  |  |       |  |  |                  |  |  |                  |  |
|                         |                        | N.N.                       | N.N.                     |  |  |       |  |  |                  |  |  |                  |  |
|                         |                        | N.N.                       | N.N.                     |  |  |       |  |  |                  |  |  |                  |  |
|                         |                        | N.N.                       |                          |  |  |       |  |  |                  |  |  |                  |  |